# Rhipilia tenaculosa
Espèce
Rhipilia tenaculosa est une espèce d'algue verte de la famille des Rhipiliaceae. Selon AlgaeBase et World Register of Marine Species, ce taxon est non valide et synonyme de Rhipilia tomentosa.